# Dire Dawa
Dire Dawa o Dire Daua (que significa “llanura vacía”) es una de las dos ciudades de Etiopía que gozan de un estatus especial (astedader akabibi), siendo la otra la capital, Adís Abeba. Según cálculos de 2008, Dire Dawa tiene una población de 607.321 habitantes, lo que la convierte en la segunda mayor ciudad de Etiopía.

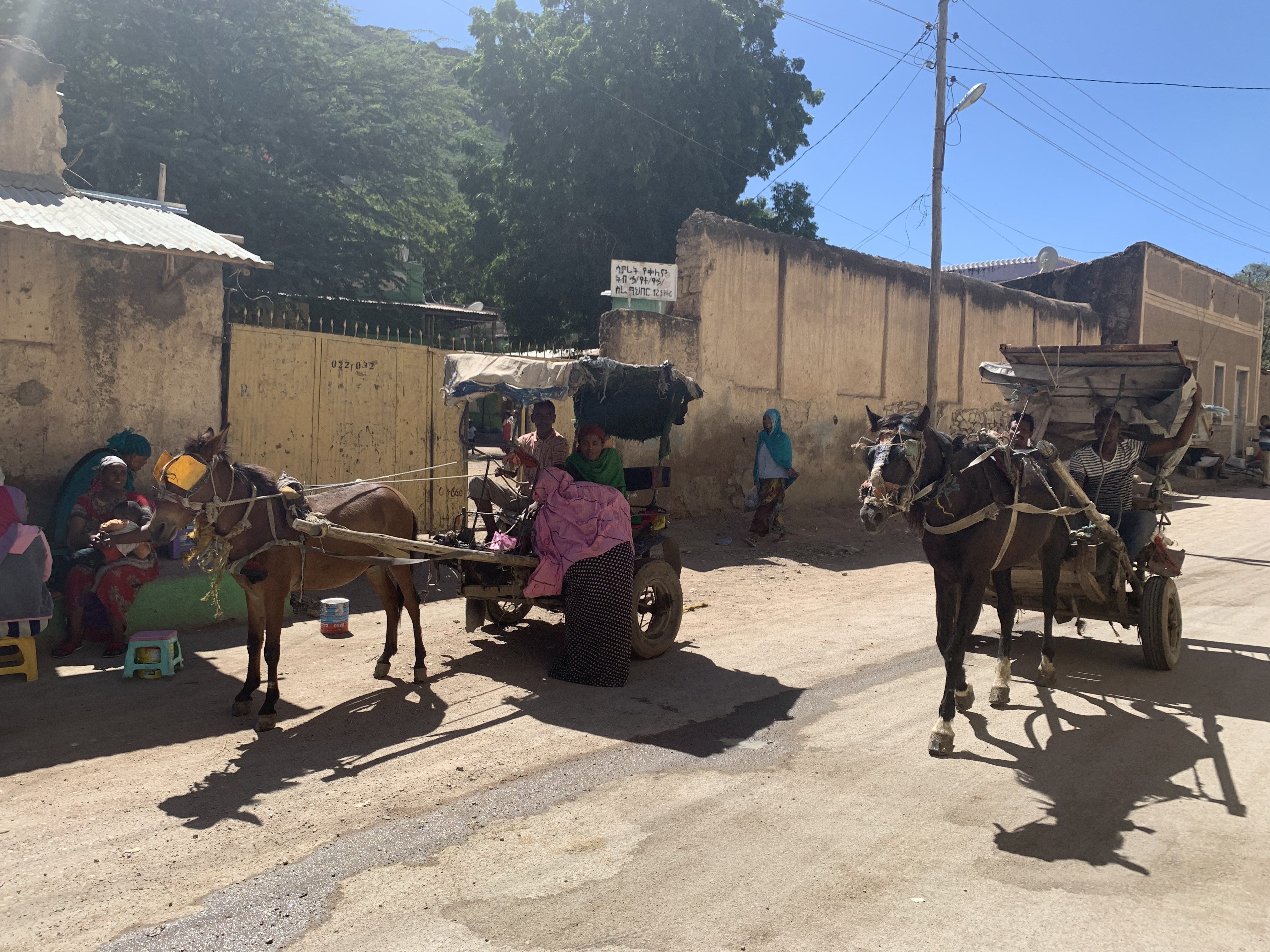
Caballos de carro en las calles de Dire Dawa (2019)

La ciudad es un centro industrial, dispone de varios mercados y un aeropuerto internacional. Dire Dawa se encuentra al este del país, a orillas del río Dechatu y a los pies de un anillo de desfiladeros.
En octubre de 2016 se inauguró el ferrocarril Adís Abeba-Yibuti que tiene parada en Dire Dawa. Es un ferrocarril de ancho de vía internacional que une Adís Abeba, capital de Etiopía, con el puerto de Yibuti en el golfo de Adén, proporcionando acceso ferroviario al mar a Etiopía. El ferrocarril de ancho estándar sustituye al antiguo ferrocarril de Adís Abeba a Yibuti, de vía métrica, que fue abandonado en 2006 y que fue construido por los franceses entre 1894 y 1917.

## Historia
Dire Dawa fue fundada en 1902 después de que el ferrocarril Adís Abeba-Yibuti llegara a la zona.  El ferrocarril no podía alcanzar la ciudad de Harar en su punto más alto, por lo que se construyó Dire Dawa en las cercanías. Esto llevó a Dire Dawa a convertirse en un importante centro de comercio entre el puerto de Yibuti y la capital etíope, Adís Abeba.
El primer alcalde de Dire Dawa fue Mersha Nahusenay. Ato Mersha también fue uno de los negociadores durante la construcción del ferrocarril Yibuti-Etiopía (1897-1902). Representó al Emperador Menelik en la ceremonia de inauguración cuando el ferrocarril alcanzó la frontera etíope en 1902.
Poco después, Ras Makonnen, el gobernador de Harar, ordenó la construcción de una carretera desde Dire Dawa hasta Harar, una de las primeras en esta parte del país. Esta carretera fue mejorada sustancialmente en 1928, mejorando los tiempos de viaje entre las dos ciudades de dos días a sólo unas horas. Una generación más tarde, el escritor C. F. Rey describió la ciudad como el centro urbano más "avanzado" de la zona, con buenas carreteras, luz eléctrica y agua canalizada.
En 1931, el Banco Nacional de Etiopía inauguró su primera sucursal en Dire Dawa.